# Theaterstraße 3 (Hannover)

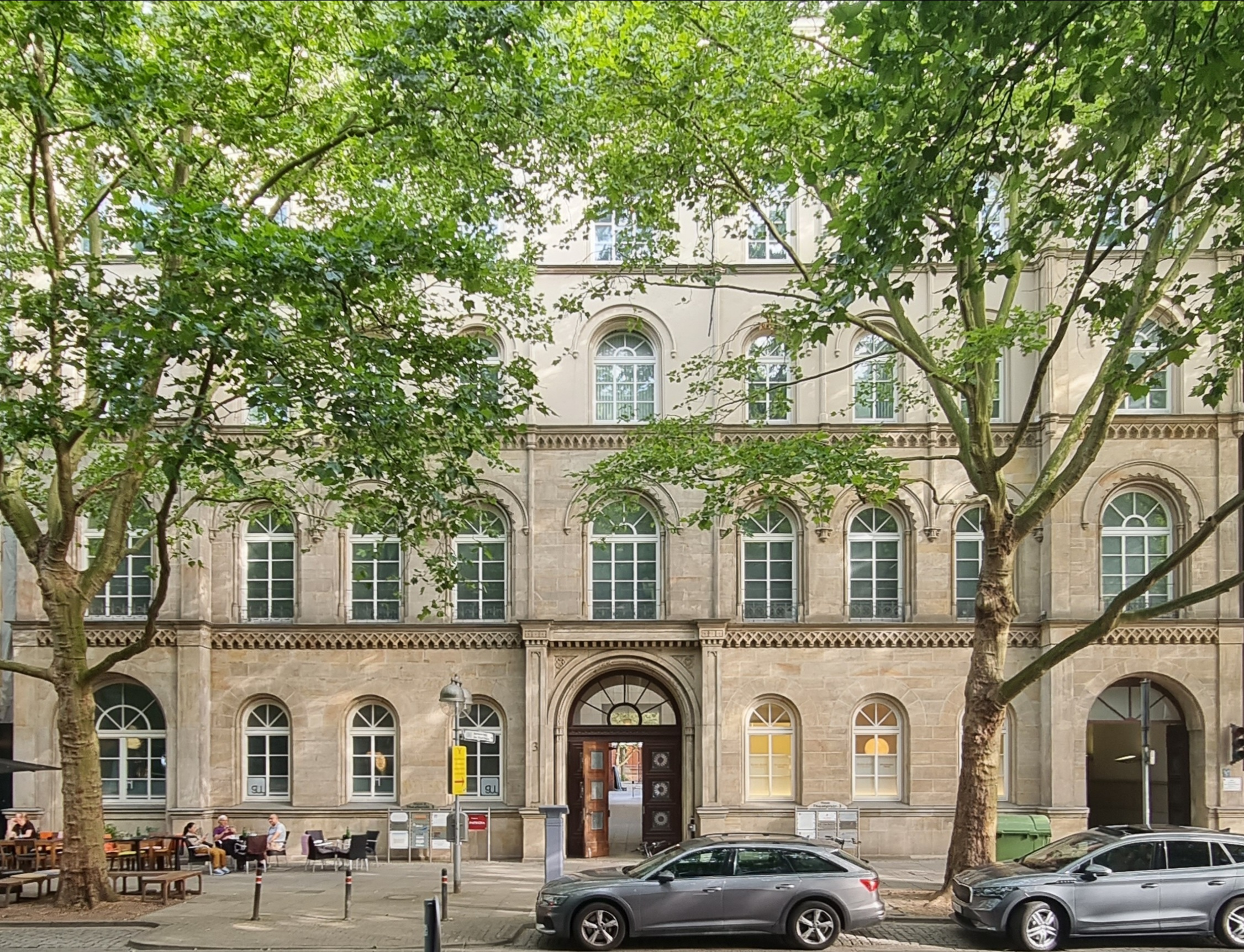
Zwischen Platanen mittig die Passage zu Künstlerhaus, Schauspielhaus und Cumberlandscher Galerie

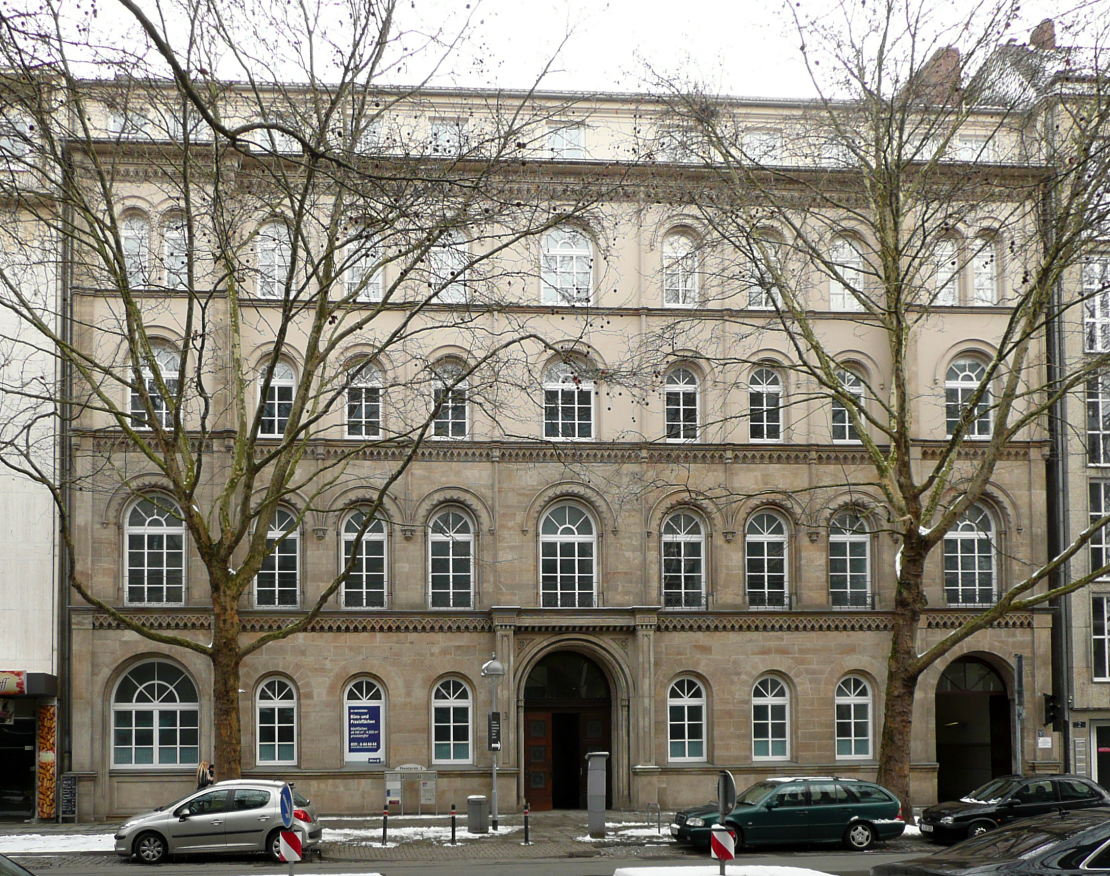
Unter Wahrung der Trammschen Architektur wurde 1913 ein drittes Obergeschoss, nach 1945 ein weiteres Schlichtgeschoss auf das ursprünglich längliche Gebäude aufgesetzt;
Foto vom März 2013

Die Fassade des denkmalgeschützten Hauses Theaterstraße 3 in Hannover wurde Mitte des 19. Jahrhunderts im Zuge der Industrialisierung in der Residenzstadt des Königreichs Hannover errichtet. Das Gebäude markiert den Standort eine der frühen größeren Fabriken im Raum Hannover: die Eisenbahnwagen-Fabrik der Gebrüder Lücke. Das auch Haus Lücke genannte Bauwerk stellt in der niedersächsischen Landeshauptstadt das früheste erhaltene Beispiel des Stabwerk-Rundbogenstils nach Plänen des Architekten Christian Heinrich Tramm dar. Durch den hier gezeigten „Tramm-Stil“ erhielt der Namensgeber wenige Jahre später als jüngster Hofbaumeister von König Georg V. den Auftrag zum Bau des Welfenschlosses.
Hinter der Fassade des ehemaligen Hauses Lücke findet sich heute der Neubau eines Bürogebäudes, während Besucher durch die Passage unter anderem zum Künstlerhaus und zum Schauspielhaus mit der Cumberlandschen Galerie gelangen können.